# Zachary Brault-Guillard
Zachary Brault-Guillard (Delmas, 1998. december 30. –) kanadai válogatott labdarúgó, a svájci Lugano hátvéde.

## Pályafutása

### Klubcsapatokban
Brault-Guillard a haiti Delmasban született. Az ifjúsági pályafutását a franciaországi Lagnieu és Ain Sud Foot csapatában kezdte, majd 2011-ben a Lyon akadémiájánál folytatta.
2017-ben mutatkozott be a Lyon tartalékkeretében. A 2019-es szezonban az észak-amerikai első osztályban szereplő Montréal csapatát erősítette kölcsönben. A lehetőséggel élve, 2020. január 25-én a kanadai klubhoz igazolt. Először a 2020. február 29-ei, New England Revolution ellen 2–1-re megnyert mérkőzésen lépett pályára. Első gólját 2021. április 24-én, a Nashville ellen 2–2-es döntetlennel zárult találkozón szerezte meg.
2024. július 1-jén kétéves szerződést kötött a svájci első osztályban érdekelt Lugano együttesével.

### A válogatottban
Brault-Guillard az U20-as és az U23-as korosztályú válogatottakban is képviselte Kanadát.
2018-ban debütált a felnőtt válogatottban. Először a 2018. október 17-ei, Dominika ellen 5–0-ra megnyert mérkőzés 66. percében, Liam Millart váltva lépett pályára. Első gólját 2021. június 6-án, Aruba ellen 7–0-ás győzelemmel zárult VB-selejtezőn szerezte meg.

## Statisztikák
2024. augusztus 15. szerint
| Klub     | Szezon   | Osztály            | Bajnokság | Bajnokság | Kupa  | Kupa | Nemzetközi | Nemzetközi | Összesen | Összesen |
| Klub     | Szezon   | Osztály            | Meccs     | Gól       | Meccs | Gól  | Meccs      | Gól        | Meccs    | Gól      |
| -------- | -------- | ------------------ | --------- | --------- | ----- | ---- | ---------- | ---------- | -------- | -------- |
| Montréal | 2019     | MLS                | 13        | 0         | 2     | 0    | —          | —          | 15       | 0        |
| Montréal | 2020     | MLS                | 23        | 0         | 0     | 0    | 4          | 0          | 27       | 0        |
| Montréal | 2021     | MLS                | 30        | 2         | 3     | 0    | —          | —          | 33       | 2        |
| Montréal | 2022     | MLS                | 19        | 4         | 2     | 0    | 4          | 0          | 25       | 4        |
| Montréal | 2023     | MLS                | 24        | 1         | 4     | 1    | 2          | 0          | 30       | 2        |
| Lugano   | 2024–25  | Swiss Super League | 4         | 0         | 0     | 0    | 1          | 0          | 5        | 0        |
| Összesen | Összesen | Összesen           | 113       | 7         | 11    | 1    | 11         | 0          | 135      | 8        |

### A válogatottban
| Válogatott | Év       | Pályára lépés | Gól |
| ---------- | -------- | ------------- | --- |
| Kanada     | 2018     | 2             | 0   |
| Kanada     | 2019     | 2             | 0   |
| Kanada     | 2021     | 1             | 1   |
| Kanada     | 2022     | 2             | 0   |
| Kanada     | 2023     | 1             | 0   |
| Összesen   | Összesen | 8             | 1   |

#### Góljai a válogatottban
| # | Időpont         | Helyszín                                          | Ellenfél | Gólok | Eredmény | Kiírás               |
| - | --------------- | ------------------------------------------------- | -------- | ----- | -------- | -------------------- |
| 1 | 2021. június 6. | IMG Academy, Bradenton, Amerikai Egyesült Államok | Aruba    | 4–0   | 7–0      | 2022-es VB-selejtező |

## Sikerei, díjai
Montréal
- Kanadai Kupa
  - Győztes (2): 2019, 2021
  - Döntős (1): 2023